# 北海道ボールパークFビレッジ

北海道ボールパークFビレッジのロゴタイプ

北海道ボールパークFビレッジ（ほっかいどうボールパークエフビレッジ、HOKKAIDO BALLPARK F VILLAGE）は北海道北広島市のFビレッジにあるエスコンフィールドHOKKAIDOを中心として整備されたボールパークエリア。

## エスコンフィールドHOKKAIDO
2023年（令和5年）1月に竣工、同年3月に開業した球場施設。

## アクティビティ施設

### HOKKAIDO BALLPARK F VILLAGE ADVENTURE PARK
屋外アスレチック施設。巨大空中ブランコやジップラインなどが空中アスレチックコースを設置している。

### Fビレッジ スノーパーク
屋外アスレチック施設のアドベンチャーパークの隣接地に開設されるスキー場。2023年（令和5年）11月1日に開業。「スキー体験エリア」と「そり・雪遊びエリア」からなる。
- スキー体験エリア- 面積約2千平方メートル[2]。55メートルと70メートルのコースがある[2]。
- そり・雪遊びエリア - 面積約1350平方メートル[2]。１2月中旬にオープン予定[2]。

### ユニ・チャーム DOG PARK
3種類のドッグランと洗い場からなる。

### BALLPARK TAKIBI TERRACE ALLPAR
ボールパークの中心に位置するグランピングが体験できる施設。

### KUBOTA AGRI FRONT
KUBOTA AGRI FRONT（クボタ アグリ フロント）はクボタが運営する農業学習施設である。

## 宿泊施設
- 宿泊施設として上記のALLPARの他、VILLA BRAMARE、TOWER11がある。
- 2027年3月には、シンガポールを本拠に置く高級ホテル&リゾートチェーン・バンヤンツリー・ホールディングスが運営する宿泊施設がFビレッジ敷地内に開業予定[4]。

## その他の施設
- 北広島市アンテナショップやアインズ&トルペなどが入る商業施設「THE LODGE」

- STARBUCKS北海道ボールパークFビレッジ店やピザ店、回転寿司店などが入る飲食商業施設「SUNNY TERRACE」[5](2階部分については2025年6月25日時点において未開業である。)

- 幼保連携型認定こども園「キッズラボ 北海道ボールパークFビレッジ 認定こども園」（キッズラボグループ）[6]
- シニアレジデンス・メディカルモール「北海道ボールパーク シニアレジデンス」（仮称）（日本エスコン）[7]
  - マスターズヴェラス北海道ボールパーク（光ハイツ・ヴェラス）
  - Fビレッジメディカルスクエア（ミライシアホールディング）
- 北海道医療大学が2028年4月を目処にキャンパスを当地に移転する予定[8]。

## ギャラリー

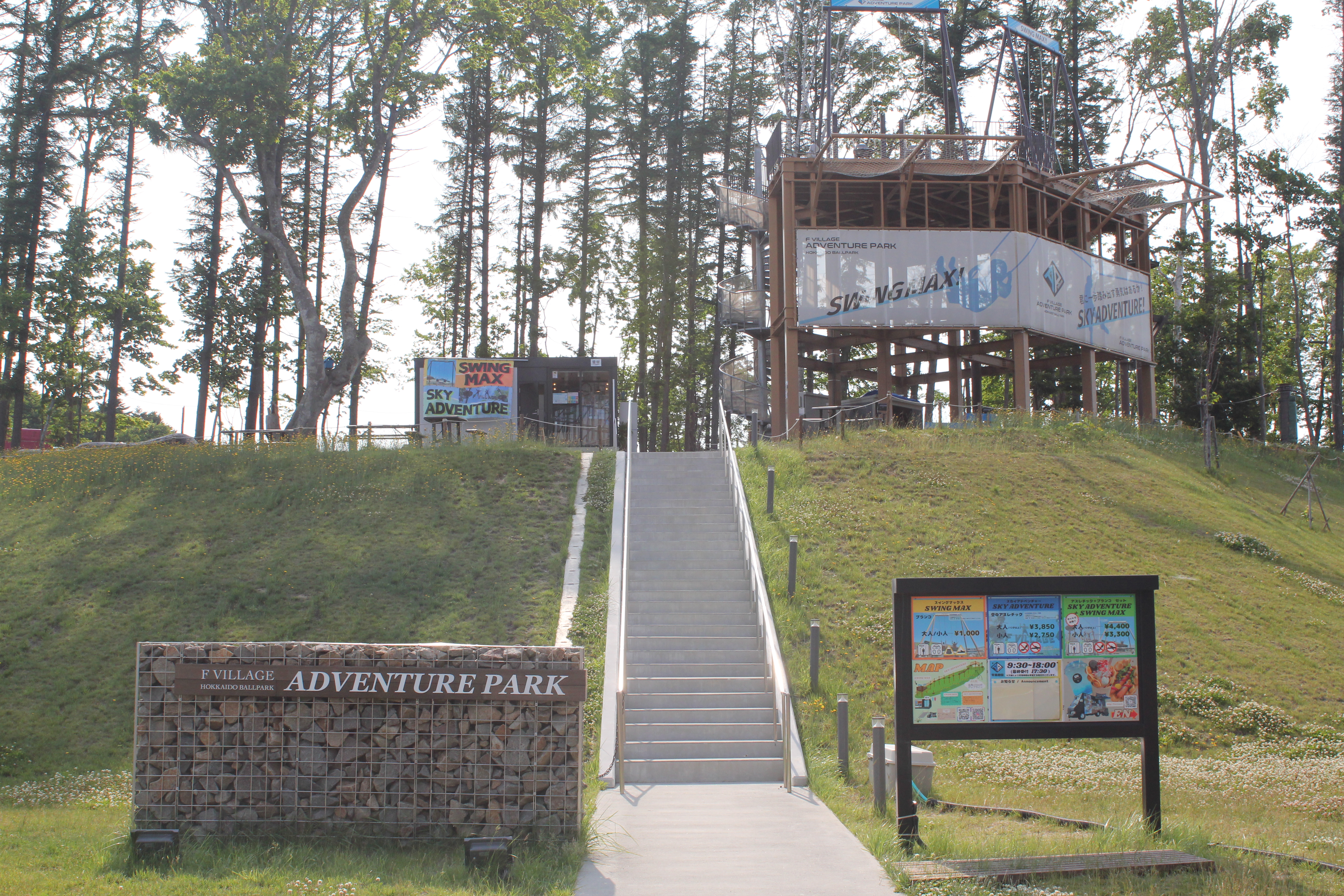
アトラクション施設 "F VILLAGE ADVENTURE PARK"（入口）
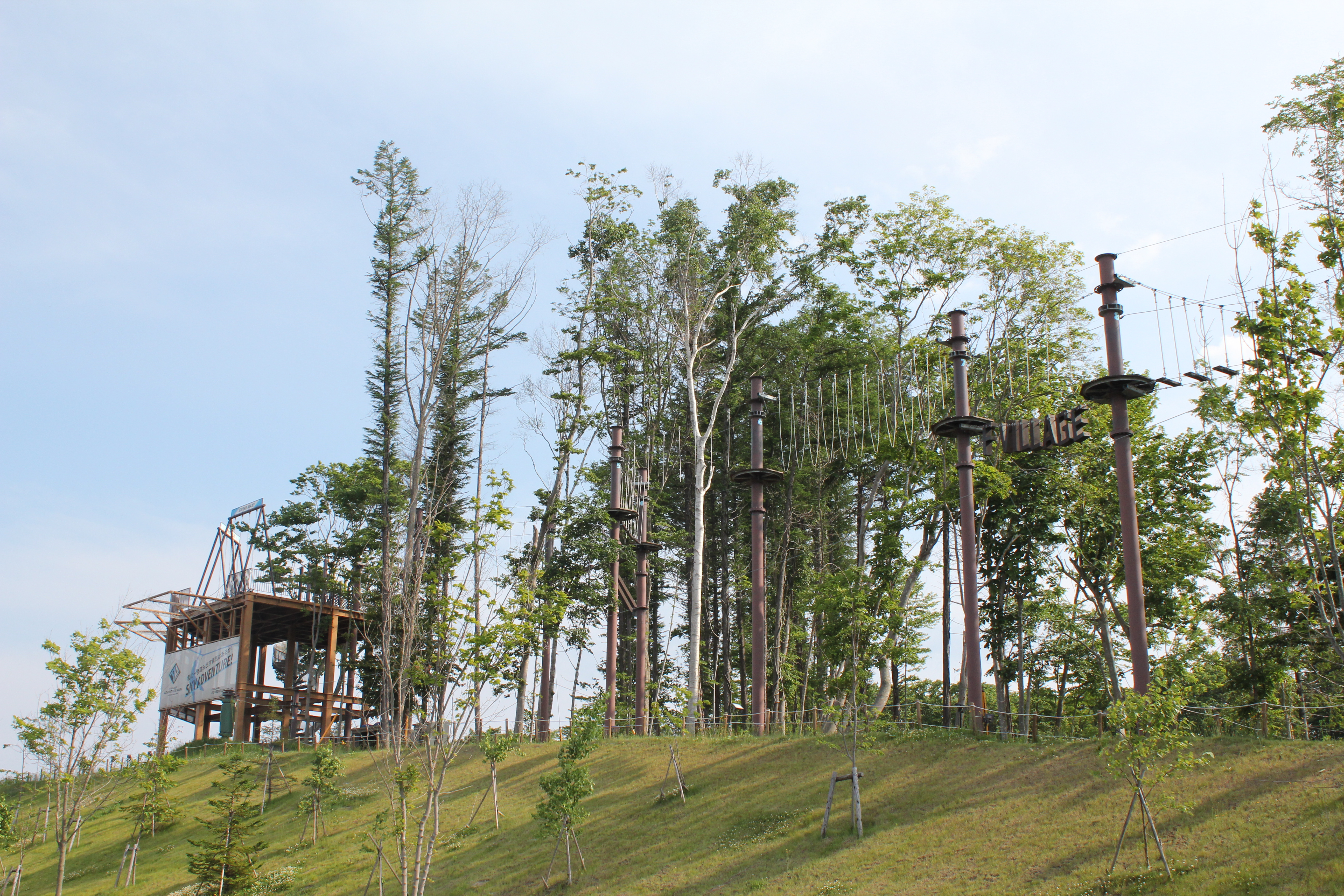
アトラクション施設 "F VILLAGE ADVENTURE PARK"（アトラクション概観）
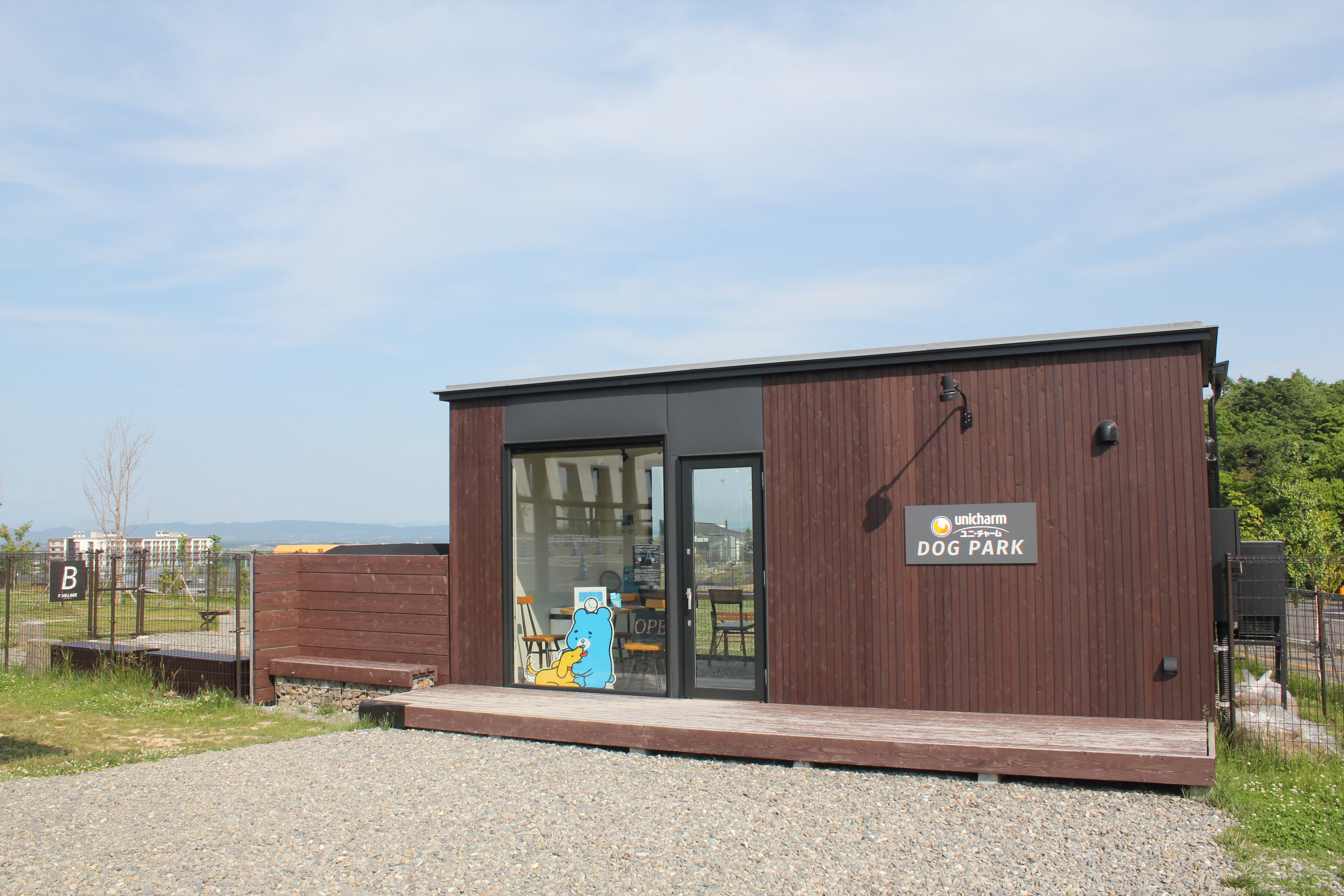
ドッグラン施設 "ユニ・チャーム DOG PARK"
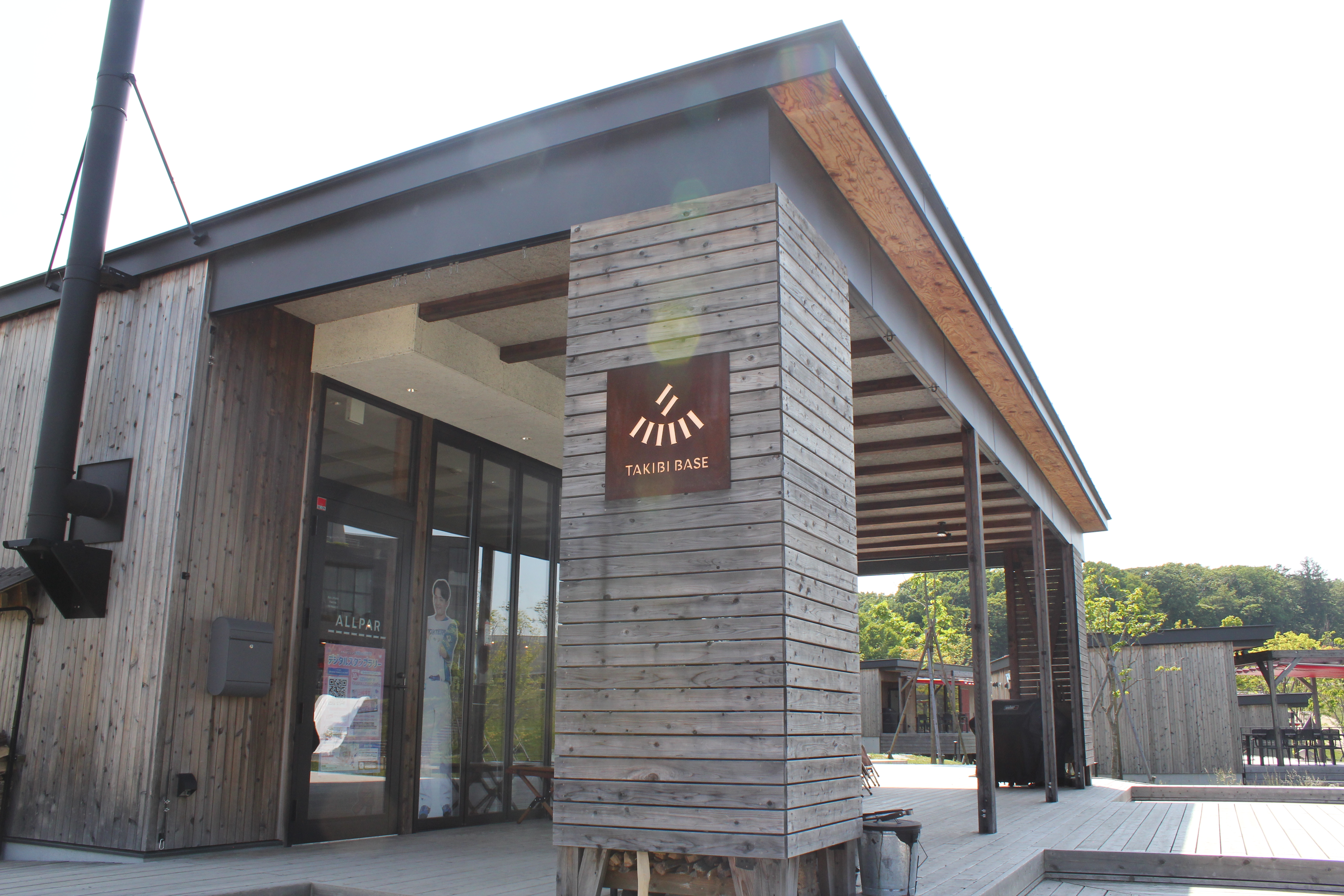
グランピング施設 "BALLPARK TAKIBI TERRACE ALLPAR"
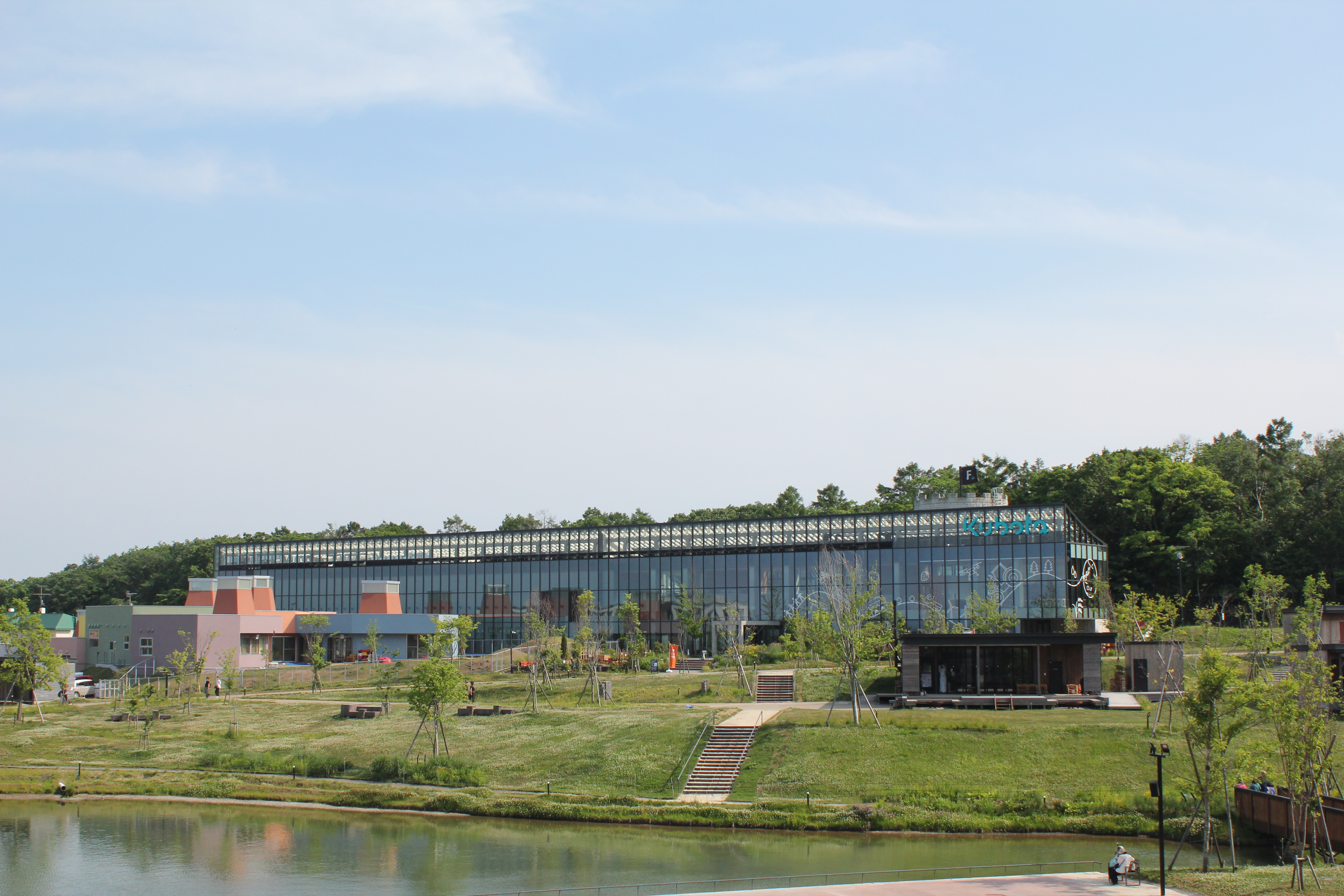
農業学習施設 "KUBOTA AGRI FRONT"
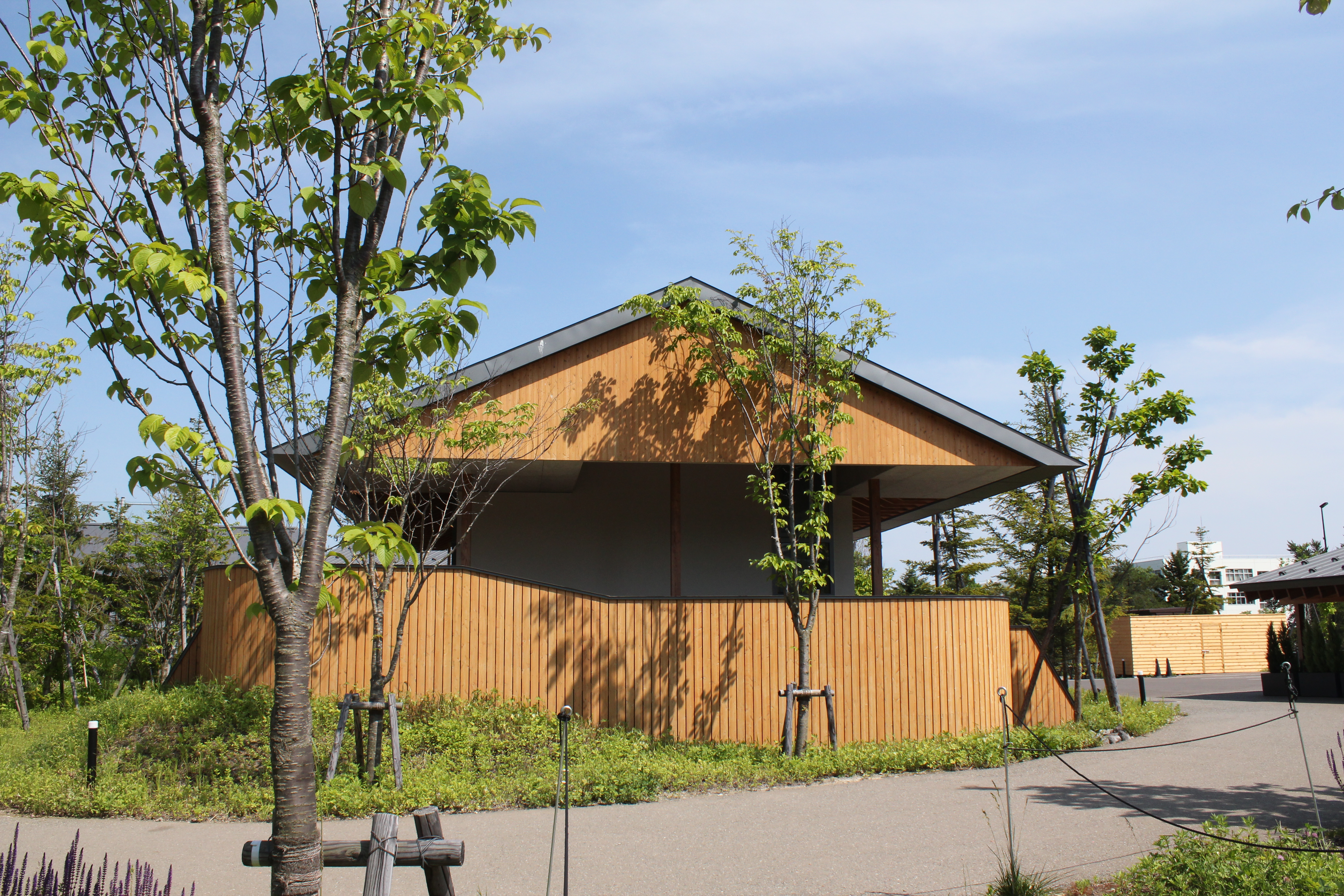
宿泊施設 "VILLA BRAMARE"
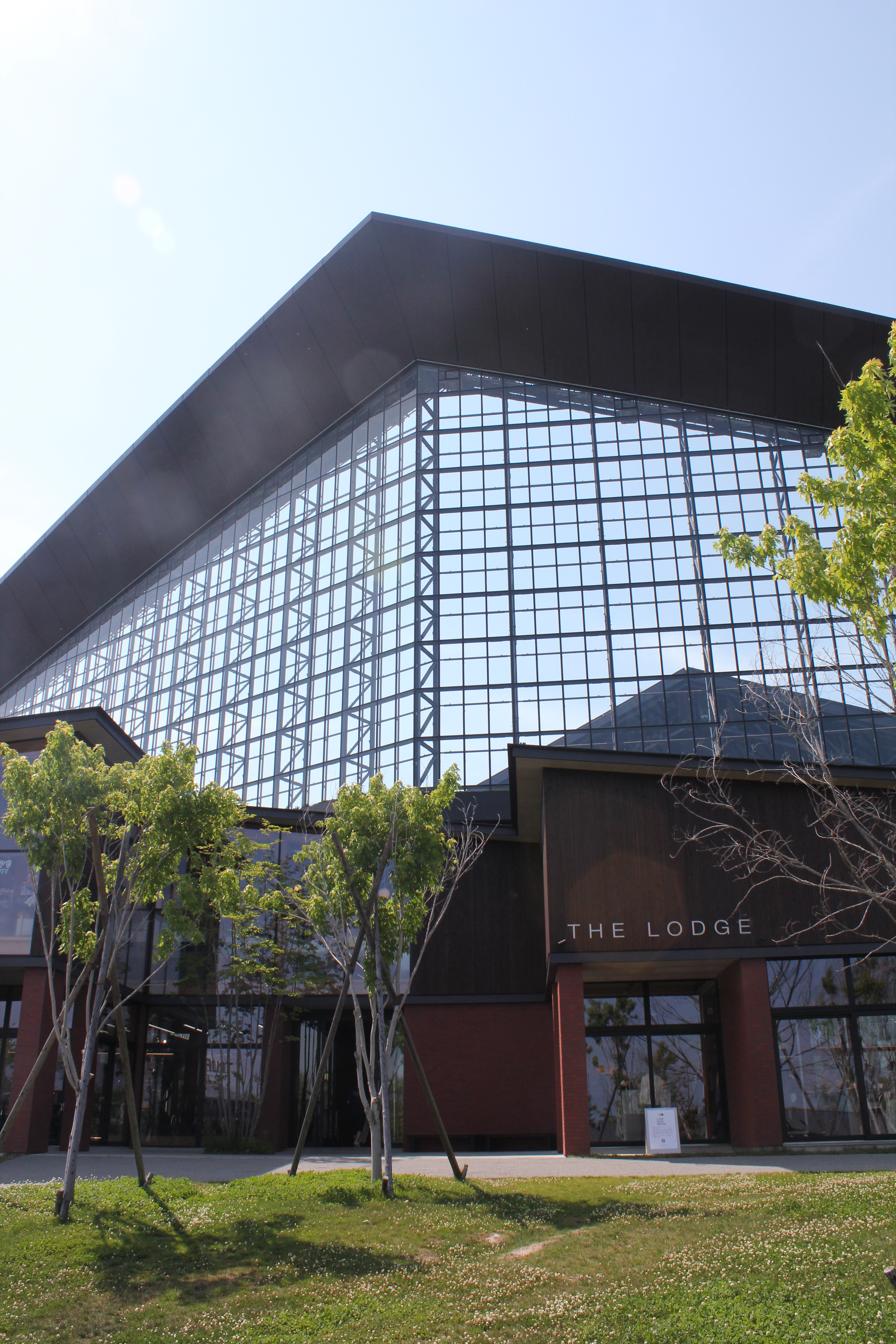
商業施設 "THE LODGE"
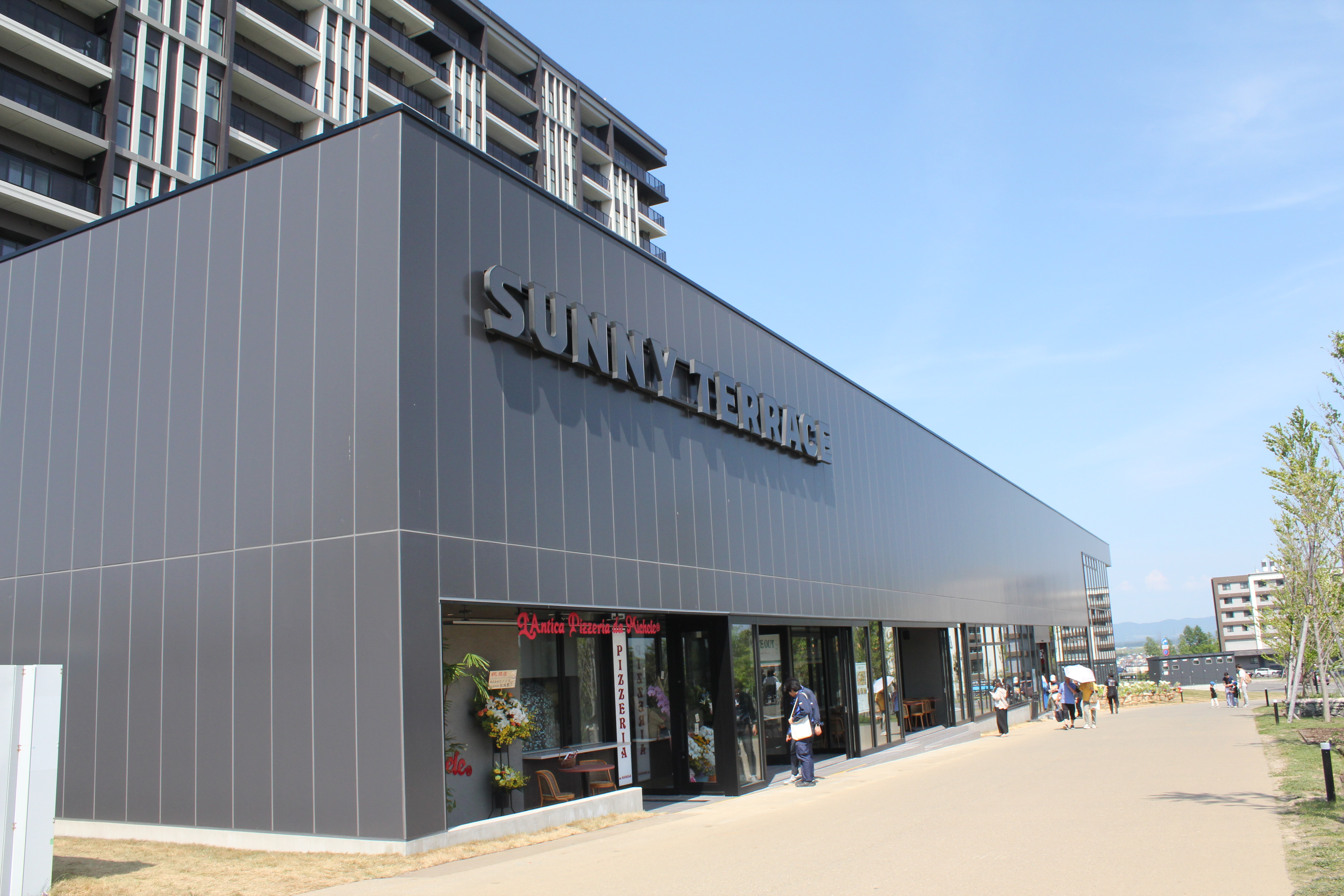
飲食商業施設 "SUNNY TERRACE"